# Alfred LeConey
Jeremiah Alfred „Al” LeConey (ur. 11 marca 1901 w Moorestown w stanie New Jersey, zm. 11 listopada 1959 w Nowym Jorku) – amerykański lekkoatleta sprinter, mistrz olimpijski z 1924 z Paryża.
Jako student Lafayette College zajął w 1921 drugie miejsce w akademickich mistrzostwach Stanów Zjednoczonych (IC4A) w biegach na 100 jardów i na 220 jardów. W 1922 zwyciężył w mistrzostwach IC4A na obu tych dystansach, a także został mistrzem Stanów Zjednoczonych (AAU) na 220 jardów.
Na igrzyskach olimpijskich w 1924 w Paryżu biegł na ostatniej zmianie sztafety 4 × 100 metrów, która zdobyła złoty medal, w półfinale ustanowiła rekord świata wynikiem 41,0 s, a w finale wyrównała to osiągnięcie (w składzie: Loren Murchison, Louis Clarke, Frank Hussey i Alfred LeConey). Po igrzyskach LeConey przebiegł 100 jardów w doskonałym czasie 9,4 s, ale sędziowie uznali, że wiatr był zbyt silny, by uznać ten wynik jako rekord.
Został uwidoczniony na znaczku pocztowym o nominale 3 centów wydanym przez pocztę USA przed igrzyskami olimpijskimi w 1932 w Los Angeles. Chociaż z wykształcenia był inżynierem budownictwa, pracował głównie w branży ubezpieczeniowej jako aktuariusz.